# Wallhorn
Wallhorn ist eine Rotte und eine Fraktion der Gemeinde Prägraten am Großvenediger in Osttirol mit 257 Einwohnern (Stand 2024).
Prägraten am Großvenediger und damit auch Wallhorn liegen im hinteren Virgental. Wallhorn selbst liegt östlich des Gemeindehauptorts Sankt Andrä. In Wallhorn befinden sich die Mariahilf-Kapelle und die Griesserkapelle.